# Damen-Basketballnationalmannschaft der Zentralafrikanischen Republik
Die Damen-Basketballnationalmannschaft der Zentralafrikanischen Republik ist die Auswahl der Basketballspielerinnen aus der Zentralafrikanischen Republik, welche die Fédération Centrafricaine de Basketball auf internationaler Ebene, beispielsweise in Freundschaftsspielen gegen die Auswahlmannschaften anderer nationaler Verbände, aber auch bei internationalen Wettbewerben repräsentiert. Größter Erfolg war der dritte Platz bei der Afrikameisterschaft 1966. 1963 trat der nationale Verband dem Weltverband Fédération Internationale de Basketball (FIBA) bei. Im Juni 2014 wurde die Mannschaft nicht in der Weltrangliste der Frauen geführt.

## Internationale Wettbewerbe

### Zentralafrikanische Republik bei Weltmeisterschaften
Die Mannschaft konnte sich bisher nicht für eine Weltmeisterschaft qualifizieren.

### Zentralafrikanische Republik bei Olympischen Spielen
Bisher gelang es der Mannschaft nicht, sich für die olympischen Basketballwettbewerbe zu qualifizieren.

### Zentralafrikanische Republik bei Afrikameisterschaften
Die Mannschaft kann bisher drei Teilnahmen an der Afrikameisterschaft vorweisen:
| - 1966: 3. Platz - 1968: nicht qualifiziert - 1970: nicht qualifiziert - 1974: 7. Platz - 1977: 9. Platz - 1979: nicht qualifiziert - 1981: nicht qualifiziert - 1983: nicht qualifiziert - 1984: nicht qualifiziert - 1986: nicht qualifiziert - 1990: nicht qualifiziert - 1993: nicht qualifiziert - 1994: nicht qualifiziert - 1997: nicht qualifiziert - 2000: nicht qualifiziert - 2003: nicht qualifiziert - 2005: nicht qualifiziert - 2007: nicht qualifiziert - 2009: nicht qualifiziert - 2011: nicht qualifiziert - 2013: nicht qualifiziert |

### Zentralafrikanische Republik bei den Afrikaspielen
Die Damen-Basketballnationalmannschaft der Zentralafrikanischen Republik nahm bisher einmal an den Wettbewerben der Afrikaspiele teil. Bei den Wettkämpfen 1965 belegte das Nationalteam den vierten Rang.